# 대전광역시의 축제 목록
2004년 기준 대전광역시에서 열리는 축제는 총 8개다.

## 대전광역시의 축제 목록
| 지역       | 축제 명                             | 개최시기  | 주요 내용 | 주최/주관                                          |
| ---------- | ----------------------------------- | --------- | --- | -------------------------------------------------- |
| 대전광역시 | 대전 맨몸마라톤                     | 1월 1일   | 매년 1월 1일 11시11분11초 출발, 남자는 상의탈의 / 여자는 민소매, 브레이크, 티팬티를 입 입고 갑천변 7km 마라톤 | 맥키스컴퍼니                                       |
| 대전광역시 | 대전 물총 대전                      | 8월 중    | 대전 물총 축제, 물총 싸움, 각종 공연, 각종 체험 부스                                                          | Daejeon International Social Gathering, 대전광역시 |
| 대전광역시 | 한밭문화제                          | 2월18일   | 함께 즐기는 마당, 선비체험마당, 열린문화마당                                                                  | 대전광역시, 한국예총 대전광역시 연합회             |
| 대전광역시 | 으능정이 문화거리                   | 8월 중    | 대전광역시 청소년대상 시상, 패션쇼, 청소년가요제 및 댄스 경연대회, 각종 축하공연, 거리화가 및 페이스 페인팅   | 대전광역시, 대전중구청, 은행동 상가번영회          |
| 동구       | 3.16 인동장터 독립만세운동 재현행사 | 3월 16일  | 기념식, 만세운동 재현행사                                                                                     | 대전동구청, 동구문화원                             |
| 동구       | 식장산 봄꽃축제                     | 11월29일  | 사생대회, 가족놀이 한마당, 사진촬영대회, 봄꽃길 등산                                                          | 대전동구청, 동구문화원                             |
| 서구       | 갑천 문화제                         | 12월8일   | 전통문화행사, 선사문화행사                                                                                    | 대전서구청, 서구문화원                             |
| 서구       | 세계인 어울림 한마당                | 10월 27일 | 세계 문화공연, 세계 음식체험, 전통 문화체험, 세계인 명랑운동회, 국제 벼룩시장                                 | 대전국제교류센터                                   |
| 유성구     | 유성건강 페스티벌                   | 7월22일   | 건강테마탕 체험, 생명과학벤처제품전, 유성농특산물특별전, 건강콘서트 등                                        | 유성구청, 유성페스티벌 추진위원회                  |
| 대덕구     | 계족산 맨발축제 (맨발마라톤)        | 5월       | 맨발마라톤, 황톳길 체험, 문화공연, 체험 프로그램                                                              | 맥키스컴퍼니                                       |
| 대덕구     | 신탄진 봄꽃축제                     | 10월16일  | 전국농악경연대회, 마당극, 민속놀이 경연대회,                                                                  | 대덕구, 대덕문화원                                 |
| 대덕구     | 동춘당 문화제                       | 8월       | 숭모제례, 개막식, 연행사 행렬, 동춘당 서체전시, 휘호대회, 가야금병창 및 국악공연                              | 대덕구, 대덕문화원,                                |
| 중구       | 아티언스 대전 2017 주간 행사        | 9월 15일  | 예술+과학 아티언스 전시, 과학연극, SF영화, 뉴미디어 공연 등                                                   | 대전문화재단, 대전광역시                           |

## 같이 보기
- 서울특별시의 축제 목록
- 부산광역시의 축제 목록
- 대구광역시의 축제 목록
- 인천광역시의 축제 목록
- 광주광역시의 축제 목록
- 울산광역시의 축제 목록
- 세종특별자치시의 축제 목록
- 경기도의 축제 목록
- 강원특별자치도의 축제 목록
- 충청북도의 축제 목록
- 충청남도의 축제 목록
- 전북특별자치도의 축제 목록
- 전라남도의 축제 목록
- 경상북도의 축제 목록
- 경상남도의 축제 목록
- 제주특별자치도의 축제 목록